# Antoninus (Silberschmied)
Antoninus war ein römischer Silberschmied der Spätantike, tätig im 4. Jahrhundert in Aquileia.
Er ist einzig bekannt durch seine Signatur auf einer Silberschale aus dem Schatz von Vinkovci aus Kroatien mit der Inschrift ANTONINVS FECIT AQVIL(eia) (Antoninius hat es in Aquileia gemacht).